# ホン・スヒョン
ホン・スヒョン（ハングル：홍수현、漢字：洪洙賢、1981年2月15日 - ）は、韓国の女優、モデル、タレント。身長169cm。体重47kg。B型。キリスト教徒。

## 経歴・人物
- 1996年、ジョンソン・エンド・ジョンソンのモデル選抜大会でデビューし、同社のコマーシャルに出演した。
- SBSで放送されたテレビドラマ『天使の誘惑』などに出演[4]。
- 同徳女子大学校公演芸術大学放送演芸学科出身。
- 趣味は、音楽鑑賞、映画鑑賞。
- 2021年5月28日、同い年の一般男性と結婚[5]。

## 出演

### テレビドラマ
- ゴースト（1999年、SBS） - ヘリョン役
- カイスト（1999年 - 2000年、SBS） - ホン・スジン役
- おいしいプロポーズ（2001年、MBC） - ホン・ジュリ役
- 東洋劇場（2001年、KBS） - カズコ役
- 父のように生きるのは嫌だった（2001年、KBS） - チャン・ジンジュ役
- 結婚しましょう（2002年、KBS） - ムン・チェギョン役
- 王の女（2003年、SBS） - 仁穆（インモク）王后役
- サンドゥ、学校へ行こう!（2003年、KBS） - ハン・セラ（コン・パルラン）役
- 波乱万丈 ミスキムの10億作り（2004年、SBS） - ハン・ジニ役
- かけがえのない我が子（2004年 - 2005年、KBS） - コ・ヒス役
- オンリー・ユー（2005年、SBS） - チ・スヨン役
- 大祚榮（2006年 - 2007年、KBS） - スギョン役
- 彼女のスタイル（2009年、KBS） - コン・ミジュ役
- 天使の誘惑（2009年、SBS） - ユン・ジェヒ役
- 私に嘘をついてみて（2011年、SBS） - ユ・ソラン役
- 王女の男（2011年、KBS） - 敬恵（キョンヘ）王女役
- サラリーマン楚漢志（チョ・ハンジ）（2012年、SBS） - チャ・ウヒ役
- グッバイマヌル〜僕と妻のラブ♡バトル（2012年、channel A） - カン・ソナ役
- チャン・オクチョン-張禧嬪-（2013年、KBS） - 仁顕（イニョン）王妃役
- 愛してもいいんじゃない（2013年 - 2014年、MBC） - ソン・ミジュ（ソンソン）役
- 我が家のロマンス（2015年 - 2016年、MBC） - イ・セリョン役
- マッド・ドッグ（2017年、KBS） - チャ・ホンジュ役
- 推理の女王2（2018年、KBS） - ソ・ヒョンス役
- 金持ちの息子（2018年、MBC） - キム・ギョンハ役
- 浮気したら死ぬ（2020年 - 2021年、KBS） - ペク・スジョン役
- 警察授業（2021年、KBS2） - チェ・ヒス役
- 赤い風船（2022年、TV朝鮮） - ハン・バダ役[6]
- 青春越壁（2023年、tvN） - 王妃 チョ・スヨン役[7]

### 映画
- 夏物語（2000年） - ハン・ギョウル役
- バンジージャンプする（2001年） - オ・ヘジュ役
- 宿命（2008年） - チョ・ヒョスク役
- 映画は映画だ（2008年） - カン・ミナ役
- 仁寺洞＜インサドン＞スキャンダル ～神の手を持つ男～（2009年） - チェ・ハギョン役
- カメリア（2010年） - ソナ役

### ミュージカル
- ビンゴ（2007年）